# 2012~2013년 남서인도양 사이클론
2012~2013년 남서인도양 사이클론 (2012~2013 South-West Indian Ocean cyclone season)은 남서인도양에서 2012년 7월부터 2013년 6월까지 발생한 사이클론들의 활동에 대해 기록한 문서이다. 남서인도양 사이클론은 주로 11월 1일부터 이듬해 5월 15일 사이에 발생한다. 10월 12일 제1호 사이클론 아네이스를 시작으로, 2013년 5월 12일 현재 총 10개의 열대저기압, 10개의 열대폭풍, 7개의 사이클론, 3개의 강한 사이클론이 발생했다.

## 활동한 사이클론

### 제1호 강한 사이클론 아네이스
10월 12일, RSMC 라 리유니온에서는 디에고가르시아 섬에서 서쪽으로 약 130 km 떨어진 해상에 위치한 열대 요란을 주시하기 시작했다. 다음날, RSMC에서 이 열대 요란이 약한 열대폭풍으로 발달했다고 발표했다. 이후 급격히 발달하기 시작하여 하루가 지나기 전에 사이클론으로 발달하였다. 또한 미국 합동경보태풍센터에서는 2등급 사이클론으로 발달하였다고 발표했다. 계속하여 발달한 결과 다음날 낮에는 강한 사이클론으로 상향 조정되었다.

### 제2호 열대요란
11월 8일, 라 리유니온의 먼 북동쪽에서 저기압이 발생하였다. 이 저기압은 서서히 서진하여 하층 순환 중심(LLCC)을 형성하였다. 다음날, 저기압에 약한 대류가 발생하였다. 그러나 저기압이 약화하여 JTWC의 주시가 중단되었다. 하지만 11월 15일 다시 세력이 발달하고 LLCC도 발달하여 JTWC가 다시 주시하기 시작했다. 같은 시간에 RSMC 라 리유니온에서는 이 저기압을 열대 요란으로 지정하였다. 다음 날인 11월 16일, 대부분의 대류가 소멸하여 RSMC에서도 주시를 중단했다.

### 제3호 강한 열대폭풍 볼드윈
11월 13일, 수마트라 서부 해안에 뇌우가 발생하였다. 그 이후 며칠 동안 순환 중심을 형성했고, 열대 요란으로 발달하여 JTWC에서 이 저기압을 96S로 지정하였다 그러나 주변 환경이 적합하지 못해 그 이상의 발달은 일어나지 않았다. 11월 23일 중간 정도의 윈드 시어가 존재했음에도 불구하고 발달하여, RSMC 라 리유니온에서 이 저기압을 열대 요란으로 지정하여 주시하기 시작했다. 그 날 자정, 열대 요란을 열대저기압으로 상향 조정하였다. 11월 24일 오전, RSMC는 이 열대저기압을 약한 열대폭풍으로 상향 조정하여 모리셔스 기상청에서 "볼드윈"(Boldwin)이라는 이름을 부여하였다. 같은 날, JTWC에서도 이 열대폭풍을 사이클론 02S로 지정하였는데, 이때 사이클론의 눈이 발생 과정에 있었다. 같은 날 오후, 볼드윈은 10분 최대풍속 55 kt를 동반하여 RSMC는 이를 강한 열대폭풍으로 상향 조정하였다. 그러나 11월 25일, 볼드윈은 강한 연직 윈드 시어를 맞이하여 대류가 남동쪽으로 치우쳐져, 중심의 일부가 드러났다. 그리하여 볼드윈은 약한 열대폭풍으로 약화되었다. 같은 날 밤, 볼드윈의 중심이 완전히 드러나 급격히 약화되기 시작했고, 결과적으로 JTWC는 볼드윈의 주시를 중단하였으며 같은 시각에 RSMC 라 리유니온은 볼드윈을 열대저기압으로 하향 조정했다. 결국 11월 26일, 윈드 시어의 영향으로 저기압으로 약화되어, RSMC 라 리유니온도 볼드윈의 주시를 중단하였다.

### 제4호 강한 사이클론 클로디아
11월 29일, JTWC는 오스트레일리아 근해에 위치한 열대 요란을 주시하기 시작했다. 이후 한 주 동안 남서진하면서 윈드 시어의 감소로 발달하였다. 12월 6일, JTWC는 열대 저기압 발생 경보(TCFA)를 발령했고 RSMC 라 리유니온에서는 이 저기압을 제4호 열대 요란으로 지정하여 주시하기 시작했다. 당시 제4호 열대 요란은 디에고가르시아 섬에서 남동쪽으로 900 km 떨어진 곳에 위치하고 있었다. 다음날 제4호 열대요란은 약한 열대폭풍으로 발달하여 모리셔스 기상청에 의해 "클로디아"(Claudia)로 명명되었다. 이후 급격히 발달하여 사이클론으로 발달하였고, 12월 10일 강한 사이클론으로 발달하여 지름 19 km의 사이클론의 눈이 선명하게 보였다. 그러나 12월 11일이 되자 사이클론의 눈이 소멸되었고, 윈드 시어의 영향으로 대류가 동쪽에서 서쪽으로 연장되었다. 한 고기압의 영향으로 클로디아가 남쪽으로 방향을 바꾸자 수온이 27 °C 미만으로 낮아졌다. 12월 12일 30 노트의 연직 시어가 순환 중심의 북서사분면에 영향을 주어 낮아지는 수온 위에서 온대저기압으로 변질되었다. 12월 13일 더욱 더 약화하여 중심이 완전히 드러나 RSMC는 주시를 중단했다.

### 제5호 사이클론 두마일
12월 28일, 저기압이 발달하기 시작하여 고기압의 서쪽에 위치한 상태에서 대류가 매우 활발해졌다. 그래서 12월 29일부터 RSMC 라 리유니온에서는 이 저기압을 제5호 열대 요란으로 지정해 사이클론 정보를 발표하기 시작했다. 발표되기 시작할 당시에는 중심이 뚜렷하지 않았고 비대칭이였으나, 좋아지는 주변 환경의 영향을 받아 점차 발달하기 시작하여 12월 30일 오후 6시에 열대저기압으로, 2013년 1월 1일 오전 6시에 약한 열대폭풍 두마일(Dumile)로 발달하였다. 그러나 이 때에도 저층 순환 중심은 발견하기 힘들었다. 한편 같은 시각에 남진하기 시작하였고, 감소하는 윈드시어의 영향을 받아 더 발달하기 시작했다. 그래서 같은 날 오후 6시에 강한 열대폭풍으로 발달하였고, RSMC도 계속된 발달을 예상하였다. 그러나 이후 더 이상 발달하지 않고 동쪽의 대류권 중고층에 위치한 기압마루의 북서쪽 면을 따라 남서진하기 시작했다. 1월 2일 오전 6시 즈음에는 같은 기압마루의 영향으로 방향을 남남서쪽으로 틀었다. 그리고 오후 6시에 드디어 사이클론의 눈을 형성하면서 다시 발달하기 시작했다. 그리고 이 때부터 라 리유니온 지역의 레이다에서 남남서진하는 강한 열대폭풍 두마일이 감지되기 시작했다. 물론 눈이 금방 사라졌지만, 다음 날인 1월 3일 오전 6시 두마일은 사이클론으로 발달하였다. 이때 라 리유니온과 모리셔스의 서쪽을 통과하면서 빠른 속도로 남진했다. 한편 오후 6시에는 최저기압 968 hPa, 10분 최대풍속 70 kt로 최성기를 맞이하였다. 1월 4일부터는 윈드 시어가 다시 강해지고, 수온이 낮아지기 시작해 눈이 심하게 약화되었으며, 그에 따라 사이클론 두마일도 약화되기 시작하였고, 급기야 눈이 사라져 강한 열대폭풍으로 약화되었다. 또한 온대저기압화가 시작되어 1월 5일 오전 0시 온대저기압으로 변질되었다.
모리셔스에는 최대 풍속 108 km/h가 기록되어 나무가 쓰러지고 전선도 손상되었다. 대중 교통이 중지되면서 그 지역의 교통 상황이 심하게 악화되었고 쓸려온 잔해에 의해 많은 길의 통행이 금지되었다. "카시스"(Cassis)라는 지역에는 광고판이 붕괴하여 주변에 있던 주택에 피해를 입혔다. 플릭큰플랙(Flic-en-Flac) 지역에서는 1명이 불어난 물에 휩쓸려 숨졌다. 두마일은 강한 바람 뿐 아니라 최대 192.8 mm의 많은 비도 내렸다. 그러나 전체적으로 모리셔스에는 피해가 적었다.
리유니온 섬에도 강한 바람을 일으켰는데, 풍속은 최대 180 km/h까지 치솟았다. 강풍으로 인해 전선이 파손돼, 약 12만 500천명의 전기가 끊겼다. 또한 무너진 전선에 의해 자신의 주택의 지붕에 있던 전선을 제거하다가 감전되어 그 사람이 사망하였다. 14명이 부상을 당하기도 하였다. 폭우는 리유니온 섬에서도 내렸는데, 시라드(Cirad)에는 24시간 동안 834 mm의 많은 비가 내렸다. 농장에는 3100만 유로에 달하는 심각한 피해가 있었지만, 이 비는 저수지와 강을 복원시키는 등 리유니온 섬에 유익했다. 사이클론이 통과하기 전의 두 달 동안 그곳은 평균 이하의 강수량을 기록했기 때문이다.

### 제6호 약한 열대폭풍 에망
1월 12일, 주변의 동풍 시어가 감소하면서 한 저기압의 대류가 통합·발달하였고, 오후 12시 (UTC) 이 저기압이 열대 요란으로 지정되었다. 6시간 후 열대저기압으로 발달하였고, 1월 13일 오전 6시 약한 열대폭풍 에망(Emang)으로 발달하였다. 이 때 RSMC 라 리유니온에서는 윈드 시어와 해수면 온도가 동시에 낮아질 것으로 보고, 슈퍼컴퓨터 예보 모델들의 예상 진로가 분산되어 예보에 어려움을 겪였으나, 일단 더 발달하며 서진할 것으로 내다봤다. 이후 분산되었던 예상 진로가 더 촘촘해졌고, 예보가 발달하는 방향으로 결정되었으나, 시간이 지나도 주간 진화를 겪었고, 대류의 세기도 변동이 심했으며, 또한 폭풍경이 작고, 예상했던 수직 시어의 약화가 찾아오지 않아 더 이상 발달하지 못한 채 세력을 유지하다가 1월 14일 낮 12시에 열대저기압으로 약화되었다. 그 때 에망은 남남서진하였고, 점차 시계방향으로 방향을 틀었다. 위와 같은 이유로 수직 시어가 드디어 약화되기 시작한 1월 15일에 끝내 발달하지 못하고 열대 요란으로 약화되었다. 1월 16일 RSMC가 마지막 경보를 발표하였고, 다음 날 소멸하였다.

### 제7호 강한 사이클론 펠렝
1월 18일, 열대 수렴대 주변에 열대폭풍 에망으로부터 남은 저기압과 관련된 덜 발달된 대류가 머물렀다. 1월 26일, 대류가 점차 발달하였고, 비록 동풍 수직 시어의 영향을 받아 약간 드러났지만 발달된 하층 순환 중심을 생성시켰다. 그리하여 이것이 제7호 열대저기압으로 지정되었다. 열대저기압이 서진하면서 계속 발달하여 열대폭풍 펠렝(Felleng)으로 발달하였고, 남서진하면서도 서서히 발달하였으며, 결국 1월 30일 강한 사이클론으로 발달하였다. 이 당시 눈이 매우 발달되어 있었다. 그러나 1월 31일 눈이 약화되고 붕괴하기 시작했다. 2월 1일 펠렝이 늘어지기 시작했고, 온대저기압화를 시작하면서 강한 열대폭풍으로 약화되었다. 2월 3일 펠렝은 온대저기압화를 완료하였다.
사이클론 펠렝은 육지에 직접 상륙하지 않았지만, 겉의 밴드가 마다가스카르에 상당한 홍수를 일으켰다. 펠렝으로 인해 이 섬에서 9명이 숨졌고, 1,303명의 이재민이 발생하였다.

### 제8호 사이클론 기노
2월 11일 오전 6시, RSMC 라 리유니온은 제8호 열대저기압에 대해 사이클론 정보를 발표하기 시작했다. 당시 열대저기압은 저층 기압마루의 북쪽을 따라 서남서진하였다. 6시간 후 대류가 중심으로 모여들어 CDO(Central Dense Overcast)가 발생하였고, 이에 열대저기압을 약한 열대폭풍 기노(Gino)로 지정되었다. 좋은 주변 환경의 영향을 받아 기노는 2월 12일 오전 6시에 강한 열대폭풍으로, 2월 13일 오전 0시에 사이클론으로 발달하였다. 그 당시에는 눈이 관찰되기도 했다. 그러나 이후 서~북서풍 시어가 급격히 강해져 2월 14일 오후 6시 강한 열대폭풍으로 약화되었고, 윈드 시어가 40노트에 달해 급격히 약한 열대폭풍으로 약화되었으며, 결국 2월 15일 낮 12시 온대저기압으로 변질되어 소멸하였다.

### 제9호 사이클론 하루나
2월 중순, 모잠비크 해협에 활발한 대류가 지속되었다. 모잠비크 해안을 빠져나온 이후 남진하기 시작했고, 야열대 기압마루의 틈에 의해 움직임이 둔해졌다. 그 이후 2월 18일 대류가 중심에 더 집중되어 RSMC 라 리유니온에서 이것을 제9호 열대요란으로 지정되었다. 2월 19일, 폭풍 수준을 갖게 되어 열대 요란은 약한 열대폭풍 하루나 (Haruna)로 발달하였다. 하루나의 구조는 계속 대칭성을 찾아갔고, 결국 2월 20일 약한 눈을 생성시켰다. 그리하여 그 날 오전 0시, RSMC는 하루나를 강한 열대폭풍으로 지정하였다. 12시간 후 하루나는 풍속 65 노트의 사이클론으로 발달하였다. 그 날, 다가오는 기압골이 남쪽의 기압마루를 약화시켜 사이클론 하루나의 이동 속도는 다시 한 번 느려졌다. RSMC는 이 날 오후 6시에 하루나가 풍속 80 노트로 최성기를 맞이하였다고 발표했다. 2월 22일 오전 2시 30분, 사이클론 하루나는 마다가스카르 남서부 모롬베(Morombe) 남쪽 55 km 부근에 상륙하였다. 하루나는 빠르게 사이클론 미만 세기로 약화되었고, 이동 속도를 증가시키며 남서진하였다. 2월 24일 낮 12시, RSMC는 하루나를 아열대 저기압으로 지정하여 마지막 사이클론 정보를 발표하였다.
상륙이 흔치 않은 마다가스카르 남서부에서 최소 24명이 숨졌고 16명이 실종되었으며, 최소 92명이 부상을 당했고 1만여 명의 이재민이 발생하였다.

### 제11호 약한 열대폭풍 자말라
5월 8일 RSMC 라 리유니온에서는 한 저기압이 며칠 전보다 더 발달하였다고 발표하여, 윈드 시어의 세기를 고려하여 72시간 이내 열대저기압 발생 확률을 '중'으로 예보했다. 다음 날, 대류가 저층 순환 중심 주변으로 모여들어 발달하였고, 결국 제11호 열대저기압으로 지정되었다. 그러나 윈드 시어의 영향으로 중심이 일부 드러나 있었다. 제11호 열대저기압은 근적도 기압마루의 남서쪽을 따라 남동~남남동진하였는데, 강한 윈드 시어에도 불구하고 중심 주변으로 대류가 모여들면서 열대폭풍으로 발달하였다. 이 열대폭풍은 모리셔스 기상청에 의해 "자말라"(Jamala)로 지정되었다. 윈드 시어는 자말라에 계속 영향을 주어 더 이상 발달하지 못하고 5월 11일 오전 0시 열대저기압으로 약화되었다. 한편 RSMC는 윈드 시어의 약화를 예상하면서 자말라의 약화가 일시적이라고 강조했지만, 끝내 열대 요란으로 약화되어 낮 12시 마지막 사이클론 정보가 발표되었다.

## 같이 보기
- 2012~2013년 오스트레일리아 근해 사이클론
- 2012~2013년 남태평양 사이클론
- 2012년 태풍
- 2013년 태풍